# Guzy (Goniądz)
Guzy – dawna wieś, od 1919 nieoficjalna część miasta Goniądza w Polsce, położona w województwie podlaskim, w powiecie monieckim, w gminie Goniądz. Leży na zachód od centrum miasta, w widłach ulic Kościuszki i Konstytucji 3 Maja.
Dawniej miejscowość w gminie Przytulanka w powiecie białostockim. Pod koniec XIX wieku funkcjonowało już jako przedmieście Goniądza. 30 września 1919 włączono je do Goniądza.